# Charlotte David
El retrato de Charlotte David es un cuadro pintado por Jacques-Louis David en 1813. Representa a la esposa del pintor Marguerite-Charlotte David nacida Pecoul (1765-1826). Fue adquirido en 1954 por la Galería Nacional de Arte de Washington. El cuadro estaba destinado a formar parte de una serie de retratos de la familia David, pintados por el artista y su asistente Georges Rouget, y que además de este retrato, también incluiría el de sus dos hijas Émilie y Pauline David, y sus dos yernos los generales Claude-Marie Meunier, y Jean-Baptiste Jeanin. Georges Rouget por su parte, haría los retratos del hijo Eugène David, y del propio Jacques-Louis David. Solo dos de los retratos fueron acabados, el de Charlotte, y el del pintor por Rouget.